# Цинков оксид
Цинковият оксид се получава при пряко взаимодействие на цинк и кислород при загряване. Въпреки че се среща естествено като минерала цинкит, по-голямата част от цинковия оксид се произвежда синтетично.
2Zn + O2 → 2ZnO
Той е продукт на термичното разлагане на хидроксида, карбоната, нитрата и други соли на кислородосъдържащите киселини на цинка. Цинковият оксид е твърдо вещество с бял цвят, много малко разтворимо във вода – около 4 – 5 mg/l при 18 °С. Може да се получи фино диспергиран. Топи се при 1975 °С, под налягане. При около 1720 °С налягането на парите на ZnO е равно на една атмосфера, без да се стапя.
Цветът на оксида се мени при промяна на температурата – той е жълтеникав на горещо и бял на студено. Тъй като d-подслоят е напълно зает и стабилен, тази промяна в цвета се отдава на наличието на дефекти в кристалната структура на твърдия оксид. Броят на тези дефекти нараства с повишаване на температурата, а това води до углъбяване на цвета. Възможна причина за това явление е изместване на областта на светлинната абсорбция в зависимост от температурата. При обикновена температура тази област лежи изцяло в ултравиолетовата област. При повишаване на температурата тя се измества към по-дългите дължини на вълната, като от части влиза във виолетовата и синята част на спектъра, при което оксидът се обагря в жълто. Способността на ZnO да абсорбира ултравиолетовите лъчи при обикновена температура се използва в медицината за изготвяне на кремове, които предпазват кожата от ултравиолетовата светлина, която се съдържа винаги в слънчевата светлина.
Относителното тегло на цинковия оксид варира от 5,5 до 5,7 в зависимост от начина на получаването му. Полученият от термичното разлагане на Zn(NO3)2 оксид е плътен, с добре оформени кристалчета и има по-голямо относително тегло.
Оксидът на цинка сублимира при налягане, което е указание за неговата ковалентна структура. ZnO е амфотерен. Той се разтваря и в киселини, и в основи:
- ZnO + 2H3O+ + H2O → [Zn(H2O)4]2+
- ZnO + 2OH- + H2O → [Zn(OH)4]2-

при което се получават аквакомплекси и хидрокомплекси.
Цинковият оксид взаимодейства с кобалтов оксид при висока температура като се образува зелена маса, известна под названието Ринманово зелено. То представлява фактически смесени кристали и отчасти кобалтов цинкат.
Цинковият оксид е добър катализатор за някои органични химически реакции. Каталитичната активност зависи от начина на получаване на оксида, както и от природата на изходния продукт. Когато се получава бързо и при ниска температура е подчертано активен. В случая се получава дефектирана кристална решетка, която обуславя освен повишена каталитична активност, още и повишена реакционна способност, както и по-голяма топлина на разтваряне, например в киселини.
Цинковият оксид под названието цинквайс е отдавна позната и използвана бяла минерална боя. Тя превъзхожда оловните белила по своята устойчивост и нетоксичност. Същевременно отстъпва на титановия диоксид (TiO2) по по-малката си покриваща способност. Освен това цинковият оксид се използва в каучуковата промишленост (ускорява вулканизацията), при производството на корозионноустойчиви стъкла, за получаването на някои фунгициди, сапуни и пр. Замесен с разтвор на [[ZnCl2]], дава зъбен цимент.

## В медицината
В медицината цинковият оксид се използва като компонент на лекарствени средства за външно приложение, използвани в дерматологията. Притежава противовъзпалително, подсушаващо, адсорбиращо, заздравяващо и антисептично действие.
Прилага се във вид на прах, мехлем, паста, линимент. Той е един от компонентите на редица комплексни дерматологични и козметични препарати.
Фармакологичното му действие е обусловено от това, че цинковият оксид образува албуминати и денатурира белтъчините. При нанасяне върху поразената повърхност намалява явленията ексудация, възпаление и раздразнение на тъканите, образува защитна бариера срещу действието на дразнещите фактори.
Може да се използва при дерматити, включително бебешки, интертриго, милиария, повърхностни рани и изгаряния от всякакъв вид, язвени поражения на кожата, декубитални рани, екземи в стадий на обостряне, обикновен херпес, стрептодермии.